# Naohisa Takatō
Naohisa Takatō (jap. 高藤直寿 Takatō Naohisa; ur. 30 maja 1993) – japoński judoka, mistrz olimpijski z Tokio i brązowy medalista z Rio de Janeiro. Mistrz świata, mistrz świata juniorów.
Startuje w kategorii wagowej do 60 kg. Trzykrotny mistrz świata (Rio de Janeiro z 2013, Budapeszt 2017, Baku 2018). Mistrz świata juniorów do lat 20 z 2011 roku. Mistrz Azji 2017.